# Car-bomba

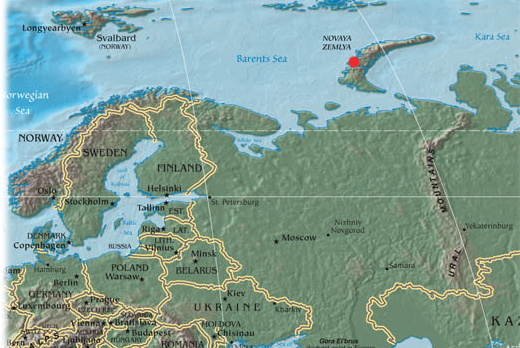
Miejsce wybuchu Car-bomby (czerwony punkt)

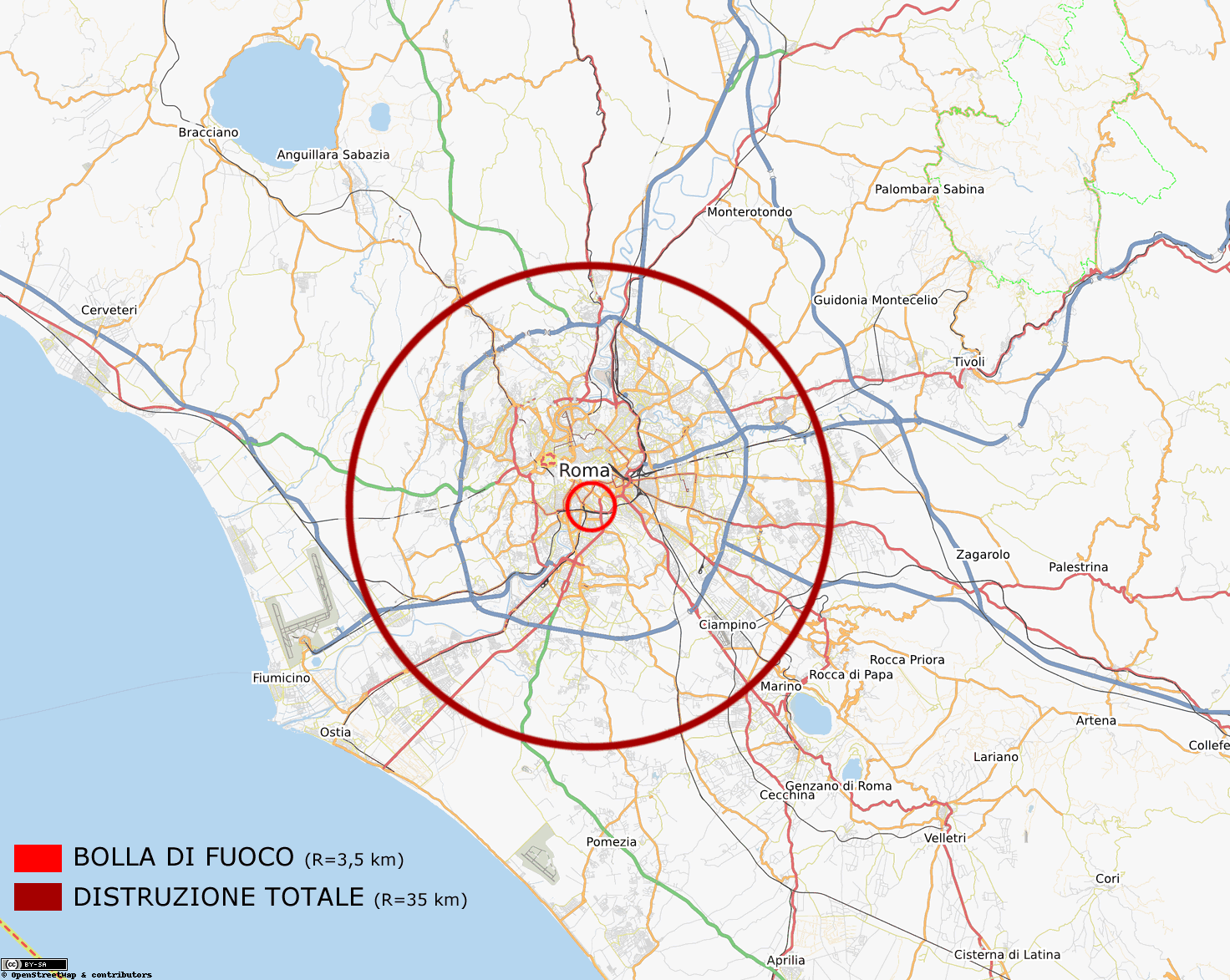
mapa okolic Rzymu, na którym pokazano skutki ewentualnego zdetonowania Car-bomby nad miastem (czerwony okrąg to zasięg kuli ognia, ciemnoczerwony otacza obszar całkowitego zniszczenia)

Car-bomba (ros. Царь-бомба, ozn. AN602 lub RDS-220) – największa dotąd zdetonowana lotnicza bomba wodorowa. Jej moc według źródeł amerykańskich wynosiła około 58 megaton, według źródeł rosyjskich (dostępnych po 1992 roku) 50 megaton. Była to bomba termojądrowa, zbudowana i zdetonowana przez Związek Radziecki. Zdetonowano ją 30 października 1961 roku o godzinie 11:32 czasu moskiewskiego w archipelagu Nowej Ziemi (73°51′N 54°30′E), położonym na Oceanie Arktycznym. 27-tonowa bomba została zrzucona przez specjalnie do tego celu przystosowany samolot Tupolew Tu-95W, za którego sterami zasiadał major Andriej Durnowcew. Dodatkowo w pobliżu znajdował się również drugi samolot, w którym znajdowała się ekipa mająca sfilmować eksplozję.

## Historia
Bombę wykonano na specjalne polecenie Nikity Chruszczowa jedynie w celu demonstracji siły. W ośrodku Arzamas-16 zaprojektował i skonstruował ją zespół pod kierownictwem Julija Charitona, z udziałem między innymi Andrieja Sacharowa. Przygotowania do konstrukcji bomby wodorowej trwały w zasadzie od końca lat 40. XX wieku, ale ostateczny etap – w związku z jesiennym zjazdem partii komunistycznej, na którym Chruszczow chciał zameldować o eksperymencie – trwał zaledwie cztery miesiące. Działając pod presją czasu, zespół wybrał sprawdzone wcześniej rozwiązania bazujące na konfiguracji Tellera-Ulama.
W pierwotnych założeniach była to trzystopniowa bomba o mocy 100 Mt. Ostatecznie została zmodyfikowana przez zastąpienie ołowiem warstw uranu oddzielających poszczególne stopnie, dzięki czemu ograniczono jej moc do 50 Mt i bardzo mocno zmniejszono opad promieniotwórczy po wybuchu, gdyż ok. 97% energii wybuchu pochodziło z reakcji termojądrowej.

## Konstrukcja
Jako środek przenoszenia zastosowano największy w tym czasie bombowiec strategiczny Tu-95W, który pomalowano specjalną białą farbą odblaskową, aby zminimalizować uszkodzenia termiczne kadłuba. Ze względu na gabaryty ładunku samolot musiał zostać specjalnie przystosowany do jego podwieszenia. Car-bomba została zrzucona z wysokości 10 500 m na specjalnym spadochronie nylonowym (ważącym niemal 800 kg), co miało przez wolniejsze opadanie dać załodze samolotu możliwość odlecenia na około 50 km (30 mil) od centrum wybuchu. Pomimo spadochronu i specjalnej farby pokrywającej samolot, zakładano 50% szans na przeżycie załogi samolotu.

## Wynik testu
Detonacja nastąpiła na wysokości 4000 m. Kula ognista miała promień około 4000 m i niemal dosięgnęła powierzchni ziemi. Mimo zmniejszenia mocy bomby część skalistych wysepek, w pobliżu których dokonano detonacji, wyparowała, a sam wybuch był odczuwalny nawet na Alasce. O sile wybuchu świadczy fakt, iż fala sejsmiczna nim wywołana (rejestrowana przez sejsmografy) okrążyła Ziemię trzy razy, oraz to, że był on widoczny z odległości prawie 900 km. Promieniowanie cieplne było w stanie spowodować oparzenia trzeciego stopnia w odległości 100 km od miejsca eksplozji. Grzyb atomowy miał około 60 km wysokości i 30–40 km średnicy.
Czas przemian jądrowych wynosił 39 nanosekund, wydzieliło się w nich 2,1×1017 J energii, co daje moc średnią 5,4×1024 W – równą w przybliżeniu 1% mocy wydzielanej na powierzchni Słońca. 
Car-bomba miała znaczenie przede wszystkim polityczne (element odstraszania) oraz do pewnego stopnia badawcze. Gigantyczna masa (27 ton) czyniła ją w zasadzie bezużyteczną, jeśli chodzi o zastosowanie praktyczne.

## Nazwa bomby
Nazwa bomby została utworzona przez analogię do innych słynnych osiągnięć rosyjskiej myśli technicznej:
- Car-kołokoł – największy na świecie dzwon
- Car-puszka (1586) – największa w historii armata ładowana od przodu
- Car-tank – ogromny prototypowy rosyjski pojazd opancerzony.